# Buceros hydrocorax
El cálao filipino grande (Buceros hydrocorax) es una especie de ave bucerotiforme de la familia Bucerotidae endémica de Filipinas, con diferentes subespecies en varias islas.

## Subespecies
Se reconocen tres subespecies de Buceros hydrocorax:
- Buceros hydrocorax hydrocorax Linnaeus, 1766 - Luzón y Marinduque.
- Buceros hydrocorax mindanensis Tweeddale, 1877 - Mindanao, Basilán, Dinagat y Siargao. Algunos, como la IUCN, lo consideran una especie plena.[5]
- Buceros hydrocorax semigaleatus Tweeddale, 1878 - Samar, Leyte, Bohol, Panaon, Buad, Calicoan y Biliran.